# El Tarf
El Tarf o El Taref (in arabo الطارف‎?, al-Ṭārif) è una città dell'Algeria, capoluogo della provincia omonima. È vicina all'importante porto di El Kala. La popolazione era di 11.141 abitanti al censimento del 1977, ed era stimata per il 2007 intorno ai 29.000 abitanti.